# زکریا دراوی
زکریا دراوی (انگلیسی: Zakaria Draoui؛ زادهٔ ۱۲ فوریهٔ ۱۹۹۴) بازیکن فوتبال اهل الجزایر است.
از باشگاه‌هایی که در آن بازی کرده است می‌توان به باشگاه فوتبال شباب بلوزداد اشاره کرد.
وی همچنین در [تیم ملی فوتبال زیر ۲۳ سال الجزایر]] بازی کرده است.